# Soch'ŏng-bong
Soch'ŏng-bong är en bergstopp i Sydkorea.   Den ligger i provinsen Gangwon, i den norra delen av landet, 140 km öster om huvudstaden Seoul. Toppen på Soch'ŏng-bong är 1 297 meter över havet. Soch'ŏng-bong ingår i Sŏrak-sanmaek.
Terrängen runt Soch'ŏng-bong är bergig österut, men västerut är den kuperad. Runt Soch'ŏng-bong är det ganska glesbefolkat, med 42 invånare per kvadratkilometer. Närmaste större samhälle är Sokcho, 14,5 km nordost om Soch'ŏng-bong. I omgivningarna runt Soch'ŏng-bong växer i huvudsak blandskog.